# لیزا ویلچل
لیزا ویلچل (انگلیسی: Lisa Whelchel؛ زادهٔ ۲۹ مهٔ ۱۹۶۳) بازیگر، خواننده، ترانه‌پرداز، مؤلف، سخنرانی عمومی، زن خانه‌دار، مربی و شکم‌گویی اهل ایالات متحده آمریکا است. وی از سال ۱۹۷۷ میلادی تاکنون مشغول فعالیت بوده است.